# Andrei Khàrlov
Andrei Khàrlov (en rus: Андрей Харлов; 20 de novembre de 1968 - 15 de juny de 2014) fou un jugador d'escacs rus, que tenia el títol de Gran Mestre des de 1992.

## Resultats destacats en competició
El 1988 va guanyar el campionat de Rússia juvenil. El 1990 va empatar als llocs 1r-5è al campionat de Rússia absolut, a Kúibixev. El 1991 va compartir la primera plaça amb Vladímir Kràmnik i Ildar Ibragimov al campionat de la Unió Soviètica Sub-26. El 1996 va guanyar l'Eurocopa, i el 1998 la Copa de Rússia de Clubs amb l'equip d'escacs de Kazan.
El 2000 va empatar al segon lloc al campionat de Rússia a Samara (el campió fou Serguei Vólkov) i va empatar el primer lloc al Campionat d'Europa individual a Sant-Vincent. Va participar en el Campionat del món de 2000 (FIDE), on fou eliminat per Vesselín Topàlov a la segona ronda. Al Campionat del món de 2004 (FIDE) va avançar fins a la cinquena ronda (vuitens de final), però fou novament eliminat per Topalov. El 2005 va compartir el primer lloc a l'Aeroflot Open, tot i que va perdre el títol en el desempat (el campió fou Emil Sutovsky).

## Mort
La mort de Kharlov va ser anunciada per la Federació d'Escacs de Rússia el 15 de juny de 2014, sense que se'n digués la causa. Havia jugat en un torneig a Kazan tot just la setmana anterior.